# グルタチオンジスルフィドレダクターゼ

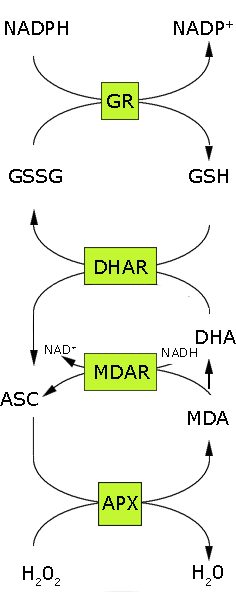
グルタチオン-アスコルビン酸回路、NADPH、NADP+、GR:グルタチオンレダクターゼ、GSH:グルタチオン、GSSG:グルタチオンジスルフィド、DHAR:デヒドロアスコルビン酸レダクターゼ、DHA:デヒドロアスコルビン酸、MDAR:モノデヒドロアスコルビン酸レダクターゼ (NADH)、MDA:モノデヒドロアスコルビン酸、ASC:アスコルビン酸、APX:アスコルビン酸ペルオキシダーゼ、H2O2、H2O

グルタチオンジスルフィドレダクターゼ（glutathione-disulfide reductase）は、グルタチオン代謝酵素の一つで、次の化学反応を触媒する酸化還元酵素である。
2 グルタチオン + NADP+ {\displaystyle \rightleftharpoons } グルタチオンジスルフィド + NADPH + H+
反応式の通り、この酵素の基質はグルタチオンとNADP+、生成物はグルタチオンジスルフィドとNADPHとH+である。補因子としてFADを用いる。
組織名はglutathione:NADP+ oxidoreductaseで、別名にglutathione reductase、glutathione reductase (NADPH)、NADPH-glutathione reductase、GSH reductase、GSSG reductase、NADPH-GSSG reductase、glutathione S-reductase、NADPH:oxidized-glutathione oxidoreductaseがある。
なお、グルタチオンジスルフィドレダクターゼは、グルタチオンレダクターゼとも呼ばれており、グルタチオン-アスコルビン酸回路を構成している酵素の一つである。